# جاكلين مور
جاكلين مور (بالإنجليزية: Jacqueline Moore)‏ هي مصارعة محترفة أمريكية، ولدت في 6 يناير 1964 في دالاس في الولايات المتحدة.

## وصلات خارجية
- جاكلين مور على موقع دبليو دبليو إي (الإنجليزية)
- جاكلين مور على موقع WrestlingData.com (الإنجليزية)
- جاكلين مور على موقع CageMatch worker (الإنجليزية)
- جاكلين مور على موقع قاعدة بيانات المصارعة على الإنترنت (الإنجليزية)
- جاكلين مور على موقع عالم المصارعة على الإنترنت (الإنجليزية)
- جاكلين مور على موقع IMDb (الإنجليزية)
- جاكلين مور على موقع كينوبويسك (الروسية)
- جاكلين مور على موقع كينوبويسك (الروسية)